# Julles Ferry Quevin
Pour les articles homonymes, voir Mitchum.
Julles Ferry Quevin, de son vrai nom Julles Ferry Quevin Moussoki Mitchum, né en 1982 à Brazzaville, est un conteur et comédien Brazzavilois.
Médaillé d'or à la VIIIeéditions des Jeux de la Francophonie 2017 d'Abidjan en Côte d’Ivoire.

## Biographie

### carrière
En 1994, avant de se lancer au conte, Julles Ferry commence sa carrière dans un groupe de théâtre de son église. Il intégra par la suite la troupe de théâtre de son collège (CBE).
En 2000, il obtient le diplôme de carnaval des arts et spectacle éducatifs au sein de CFRAD. Il fait partie des lauréats du festival de théâtre scolaire organisé à l'institut français de Brazzaville en 2002.
En 2003, il découvre le monde du Conte pour la première fois grâce à sa participation à l'atelier de formation sur l'initiation à la pratique du Conte, animé par Abdon fortuné Koumbha.
En 2004, il crée sa propre compagnie La Cie Nzonzi qui signifie porte-parole en lingala.

## Prix et distinctions
- 2017 :  médaillé en or aux Jeux de la Francophonie à Abidjan, discipline de Contes et Conteurs[3].